# Just Give Me a Reason
Singles de Pink
Try
(2012) True Love
(2013)
Singles par Nate Ruess
Only Love
(2012) Headlights
(2014)
Just Give Me a Reason (littéralement en français « Donne-moi seulement une raison ») est une chanson de Pink avec le chanteur américain Nate Ruess sortie en janvier 2013. La chanson est extraite de l'album The Truth About Love.
Le clip vidéo est un des plus visionnés de l'artiste avec plus d'un milliard de visionnages sur YouTube.

## Développement

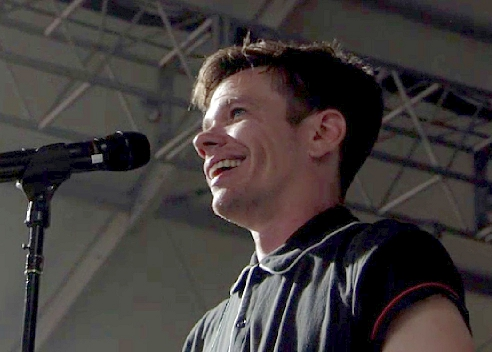
Nate Ruess, le chanteur de groupe Fun a coécrit et participe à la chanson.

Le chanteur Nate Ruess du groupe américain Fun est en featuring de Pink sur la chanson. Les deux chanteurs travaillent ensemble lors d'une session d'écriture.

## Composition et paroles
Les paroles ont été écrites par Pink, Nate Ruess et Jeff Bhasker. La chanteuse avoue avoir eu du mal à convaincre le chanteur du groupe F.U.N. de participer également à l'interprétation et non pas seulement à l'écriture. Pour elle, cette chanson devait être un dialogue entre les deux membres du couple et pas un monologue.

## Classements et certifications

### Classements par pays
| Classement (2012-2013)                  | Meilleure position |
| --------------------------------------- | ------------------ |
| Allemagne (Media Control AG)            | 1                  |
| Australie (ARIA)                        | 1                  |
| Autriche (Ö3 Austria Top 40)            | 1                  |
| Belgique (Flandre Ultratop 50 Singles)  | 2                  |
| Belgique (Wallonie Ultratop 50 Singles) | 3                  |
| Canada (Hot 100)                        | 1                  |
| Danemark (Tracklisten)                  | 3                  |
| Espagne (PROMUSICAE)                    | 5                  |
| France (SNEP)                           | 4                  |
| Grèce (digital songs)                   | 11                 |
| Irlande (IRMA)                          | 1                  |
| Islande (Tónlist)                       | 1                  |
| Israël (Media Forest)                   | 2                  |
| Italie (FIMI)                           | 1                  |
| Liban (Lebanese Top 20)                 | 1                  |
| Pays-Bas (Single Top 100)               | 1                  |
| Norvège (VG-lista)                      | 2                  |
| Nouvelle-Zélande (RMNZ)                 | 1                  |
| Portugal (digital songs)                | 1                  |
| Tchéquie (IFPI Rádio)                   | 1                  |
| Roumanie (Top 100)                      | 1                  |
| Slovaquie (IFPI Rádio)                  | 1                  |
| Suède (Sverigetopplistan)               | 1                  |
| Suisse (Schweizer Hitparade)            | 2                  |
| Écosse (OCC)                            | 1                  |
| Royaume-Uni (UK Singles Chart)          | 2                  |
| États-Unis (Hot 100)                    | 1                  |
| États-Unis (Pop Airplay)                | 1                  |
| États-Unis (Adult Contemporary)         | 1                  |

### Certifications
| Pays             | Organisme | Certification | Vente     |
| ---------------- | --------- | ------------- | --------- |
| Allemagne        | BVMI      | Platine       | 300 000   |
| Australie        | ARIA      | 5 × Platine   | 350 000   |
| Autriche         | IFPI      | Platine       | 30 000    |
| Belgique         | BEA       | Or            | 15 000    |
| Canada           | CRIA      | Or            | 40 000    |
| Suisse           | (IFPI)    | Platine       | 30 000    |
| Danemark         | IFPI      | 2 × Platine   | 60 000    |
| États-Unis       | RIAA      | 4 × Platine   | 4 000 000 |
| Italie           | FIMI      | 2 × Platine   | 60 000    |
| Mexique          | Amprofon  | 2 × Platine   | 120 000   |
| Nouvelle-Zélande | RIANZ     | 3 × Platine   | 45 000    |
| Royaume-Uni      | BPI       | Platine       | 711 000   |
| Suède            | GLF       | 3 × Platine   | 120 000   |